# Cordialmente invitati a incontrare la morte
Cordialmente invitati a incontrare la morte (titolo originale Cordially Invited to Meet Death), pubblicato in Italia anche con il titolo La morte invita... è la terza novella gialla di Rex Stout con Nero Wolfe protagonista.

## Storia editoriale
Il racconto fu pubblicato per la prima volta nel numero di aprile 1942 sulla rivista The American Magazine con il titolo di Invitation to Murder e in formato libro nella raccolta Black Orchids nel 1942.

## Trama
Bess Huddleston, che organizza feste e ricevimenti, richiede l'intervento di Nero Wolfe: alcuni dei suoi clienti, infatti, ricevono lettere anonime secondo cui l'organizzatrice racconta in giro questioni private. Prima che Wolfe identifichi l'autore delle lettere, Bess Huddleston muore di tetano. In apparenza si tratta di un decesso accidentale, ma Archie Goodwin ha dei dubbi e, malgrado Wolfe non sia interessato, inizia ad indagare per conto proprio.

### Personaggi principali
- Nero Wolfe: investigatore privato
- Archie Goodwin: assistente di Nero Wolfe e narratore di tutte le storie
- Fritz Brenner: cuoco e maggiordomo
- Bess Huddleston: organizzatrice di ricevimenti per ricchi
- Janet Nichols: aiutante di Bess
- Maryella Timms: segretaria di Bess
- Lawrence (Larry) Huddleston: nipote di Bess
- Daniel Huddleston: fratello di Bess
- Alan Brady: dottore
- Cramer: ispettore della Squadra Omicidi
- Purley Stebbins: sergente della Squadra Omicidi

## Critica
"È un racconto dal ritmo blando, che ricorda i whodunit in una casa di campagna in stile Agatha Christie. [...] Gli indizi sono collocati lealmente e le piste false sono abbondanti. Wolfe risolve il complesso enigma con il ragionamento deduttivo. Stout non aveva ancora messo perfettamente a punto la sua formula di romanzo breve. Ben presto porterà, nelle sue future storie, il conteggio delle parole sotto le 30.000 e lo manterrà a quel livello per la maggior parte del resto della serie. Noto anche come Invitation to murder, da non confondere con l'omonimo romanzo breve del 1953 dallo stesso titolo."

## Edizioni
- Rex Stout, Orchidee nere, collana I Classici del Giallo n. 599, traduzione di Laura Grimaldi, Arnoldo Mondadori Editore, 1990.